# Transliterarea hunteriană
Sistemul de transliterare hunterian este „sistemul național de romanizare din India” și cel adoptat în mod oficial de către Guvernul Indian, numit astfel după William Wilson Hunter. Transliterarea hunteriană mai era uneori numită și sistemul de transliterare jonesian deoarece deriva dintr-o metodă de transliterare anterioară dezvoltată de William Jones (1746-1794). Odată cu înființarea sa, Sahitya Akademi (Academia Națională Literară a Indiei) a adoptat de asemenea metoda hunteriană, cu adaptări suplimentare, ca metodă standard pentru păstrarea bibliografiei lucrărilor în limba indiană.

## Istoric

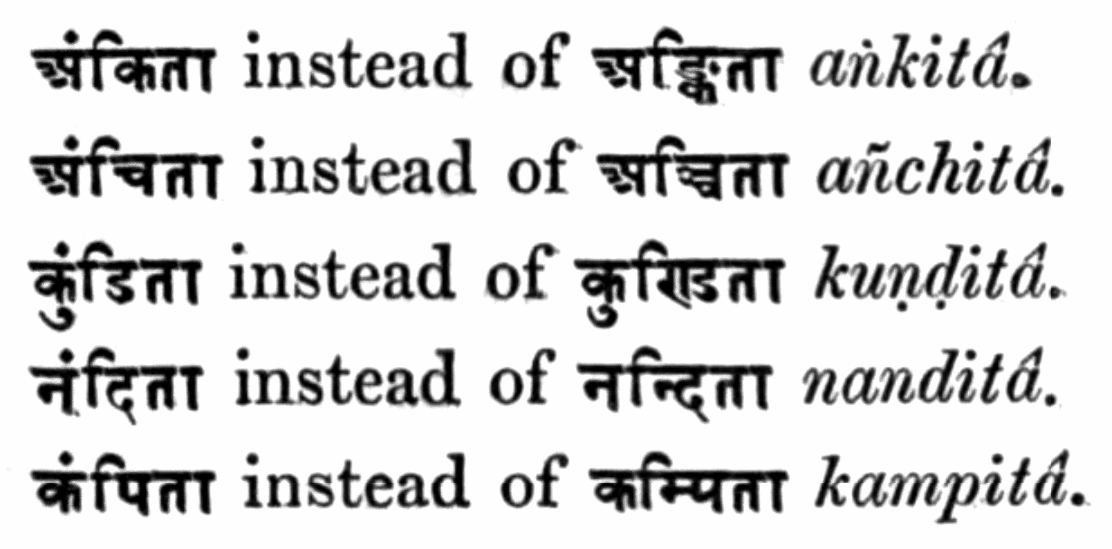
Transliterările semnului diacritic anusvara, de către Max Muller, din 1866.

Precursorul original al sistemului Hunterian a fost o metodă de transliterare dezvoltată de Charles Wilkins, numit uneori în literatura engleză de specialitate „părintele tipografiei devanagari” deoarece acesta a fost de asemenea creatorul primului set de caractere tipografice devanagari. William Jones, care a fondat și Societatea Asiatică, a continuat dezvoltarea metodei de transliterare. Acesteia i-a fost dată o formă mai completă la sfârșitul secolului al XIX-lea de către William Wilson Hunter, pe atunci general topograf al Indiei. Când a fost propus pentru adoptare, a întâmpinat imediat opoziția susținătorilor sistemului fonetic Dowler, care a culminat cu o confruntare dramatică într-o întâlnire a Consiliului Indiei pe 28 mai 1872, unde noua metodă hunteriană s-a impus în ziua respectivă. Metoda hunteriană era inerent mai simplă și extensibilă la mai multe sisteme de scriere indiene deoarece sistematiza transliterarea grafemelor, ajungând să prevaleze și câștigând recunoașterea guvernamentală și academică. Opozanții modelului de transliterare a grafemelor au continuat să inițieze tentative lipsite de succes pentru revocarea politicii guvernamentale până la schimbarea secolului, unul dintre critici pledând în fața ""„Guvernului Indian să renunțe la întreaga tentativă de transliterare științifică (adică hunteriană), și să decidă odată și pentru totdeauna în favoarea unei întoarceri la vechea scriere fonetică”.

## Alte limbi și adaptări
Cu timpul, metoda hunteriană și-a extins aplicabilitatea acoperind mai multe sisteme de scriere indiene, inclusiv birmană și tibetană. Sistemul hunterian a fost folosit pentru stabilirea unor sisteme de scriere care foloseau alfabetul latin pentru niște limbi indiene care anterior nu erau asociate cu un sistem de scriere, cum ar fi limba mizo. În cazul limbii mizo, sistemul de scriere cu bază hunteriană „s-a dovedit un mare succes”. Prevederi pentru sincopa ă-ului în limbile indo-ariene au fost făcute de asemenea acolo unde se impunea, de exemplu, cuvântul hindi कानपुर este transliterat prin kānpur (și nu kānapura) dar cuvântul sanscrit क्रम este transliterat prin krama (și nu kram). Sistemul a trecut printr-o anumită anumită evoluție de-a lungul timpului. De exemplu, vocalele lungi erau marcate cu un accent ascuțit în versiunea origială, dar acesta a fost înlocuit mai târziu, în actualizarea din 1954 a Guvernului Indiei, cu un macron. Astfel, जान (viață) era romanizat anterior ca ján dar a început să fie romanizat ca jān. Diacritice suplimentare au fost propuse pentru variate scopuri, precum literele de dezambiguizare ale scrierii perso-arabice care corespund unui singur grafem devanagari (ex.: ث, س și ص care corespund toate lui स). Unele limbi din regiune sunt tonale, ca mizo și punjabi, iar accentele de deasupra vocalelor au fost redestinate indicării tonului pentru unele dintre ele.

## Vocale

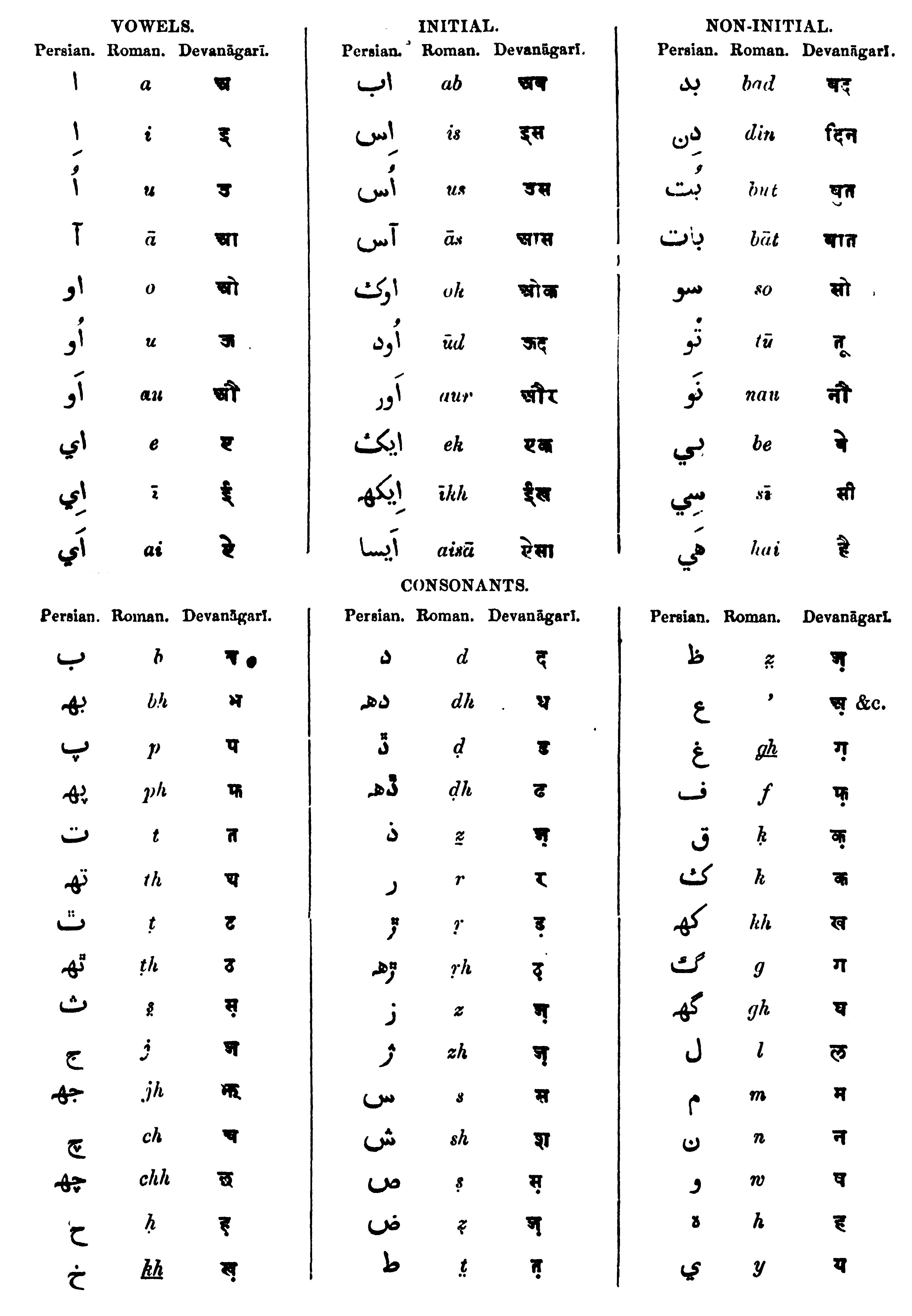
O adaptare din 1848 a sistemului jonesian/hunterian cu caractere perso-arabice și devanagari.

Principalele vocale folosite de limba hindi în devanagari sunt reprezentate ca -
| Devanagari | Nastaliq | AFI corespondent | Hunterian | Forme cu diacritice propuse | Note |
| ---------- | -------- | ---------------- | --------- | --------------------------- | --- |
| अ          | ا        | a                | a         | a                           | |
| आ          | آ        | aː               | ā, a      | ā                           | |
| इ          | اِ        | ɪ                | i         | i                           | |
| ई          | ی        | iː               | ī, i      | ī                           | |
| उ          | اُ        | ʊ                | u         | u                           | |
| ऊ          | او       | uː               | ū         | ū                           | |
| ए          | اے       | eː               | e         | e                           | |
| ऐ          | اے       | æ                | ai        | ai                          | [æ] în limba hindi standard, dar pronunția diftongală (precum „ai” în raid) în limba bihari/hindi estică                                                                                                 |
| ओ          | او       | oː               | o         | o                           | |
| औ          | او       | ɔː               | au        | au                          | pronunțat ca în augmentare în bihari/hindi estică |
| अं          | ں ,ن ,م  | ŋ or m           | m or n    | ṃ or ṅ                      | Diferențiere între anusvara labială și dentală |
| अः          | ح        | h                | h         | ḥ                           | |
| ऋ          | رِ        | ṛ                | ri        | ṛĭ                          | |
| ॠ          | رِ        | ṝ                | ri        | ṟĭ                          | |
| ऍ          | اے       | ɛ                | -         | -                           | niciun simbol hunterian definit; sunetul apare în cuvinte precum कह/kɛḥ, dar nu e scris aproape niciodată fonetic în hindi cu excepție în cazul cuvintelor împrumutate; folosire mai riguroasă în nepali |
| ऑ          | او       | ɒ                | -         | -                           | niciun simbol hunterian definit; sunetul apare în cuvinte precum गौना/gona (logodire), dar nu e scris niciodată fonetic cu excepție în cazul cuvintelor împrumutate                                        |

## Consoane

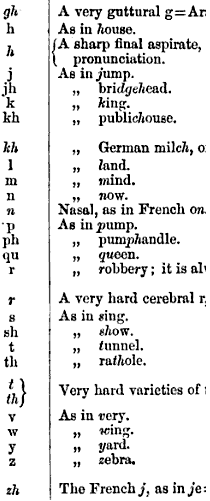
O adaptare hunteriană din 1879 care folosește italice.

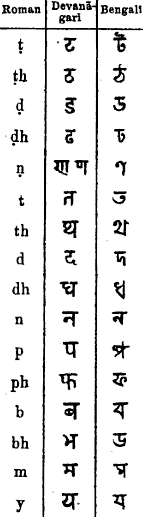
O adaptare hunteriană din 1895 care folosește diacritice.

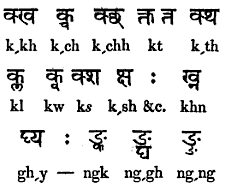
Multe procedee au fost folosite pentru reprezentarea semnelor halant
inclusiv mici bare oblice.

În sistemul hunterian, „ă”-urile inerente sunt reprezentate prin transliterarea vocalei „ă” în devanagari, a (अ), și excluse după cum se impune de către regulile de sincopă a „ă”-ului. Aspirațiile sunt reprezentate prin h. Grafemele retroflexe sunt reprezentate adesea printr-un punct diacritic sub consoana latină care reprezintă grafemele dentale echivalente din propuneri (dintre care unele preced chiar și metoda hunteriană), deși acest procedeu nu a fost acceptat în mod oficial de guvernul indian. Semnele halant sunt indicate fie prin omiterea unei vocale după consoana transliterată sau, în propunerile noi (neaprobate formal de către guvernul indian), cu un punct după consoana în cauză (ex.: जल्दी - jal.di). Inițial, italicele erau folosite uneori pentru diferențierea consoanelor ca ख („kh”) și ख़ („kh”), dar macronii și diacriticele ulterioare au început să fie folosite mai mult.
| Devanagari | Nastaliq | AFI corespondent | Hunterian | Forme cu diacritice propuse | Note                                                                                  |
| ---------- | -------- | ---------------- | --------- | --------------------------- | ------------------------------------------------------------------------------------- |
| क          | ur       | k                | k         | k                           |                                                                                       |
| ख          | ur       | kʰ               | kh        | kh                          |                                                                                       |
| ग          | ur       | g                | g         | g                           |                                                                                       |
| घ          | ur       | ɡʱ               | gh        | gh                          |                                                                                       |
| ङ          | ur       | ŋ                | n         | ṅ                           |                                                                                       |
| च          | ur       | tʃ               | ch        | ch                          |                                                                                       |
| छ          | ur       | tʃʰ              | chh       | cẖ, čh                      |                                                                                       |
| ज          | ur       | dʒ               | j         | j                           |                                                                                       |
| झ          | ur       | dʒʱ              | jh        | jh                          |                                                                                       |
| ञ          | ur       | ɲ                | n         | ñ                           |                                                                                       |
| ट          | ur       | ʈ                | t         | ṭ                           |                                                                                       |
| ठ          | ur       | ʈʰ               | th        | ṭh                          |                                                                                       |
| ड          | ur       | ɖ                | d         | ḍ                           |                                                                                       |
| ढ          | ur       | ɖʱ               | dh        | ḍh                          |                                                                                       |
| ण          | ur       | ɳ                | n         | ṇ                           |                                                                                       |
| त          | ur       | t̪                | t         | t                           |                                                                                       |
| थ          | ur       | t̪ʰ               | th        | th                          |                                                                                       |
| द          | ur       | d̪                | d         | d                           |                                                                                       |
| ध          | ur       | d̪ʱ               | dh        | dh                          |                                                                                       |
| न          | ur       | n                | n         | n                           |                                                                                       |
| प          | ur       | p                | p         | p                           |                                                                                       |
| फ          | ur       | pʰ               | ph        | ph                          |                                                                                       |
| ब          | ur       | b                | b         | b                           |                                                                                       |
| भ          | ur       | bʱ               | bh        | bh                          |                                                                                       |
| म          | ur       | m                | m         | m                           |                                                                                       |
| य          | ur       | j                | y         | y                           |                                                                                       |
| र          | ur       | r                | r         | r                           |                                                                                       |
| ल          | ur       | l                | l         | l                           |                                                                                       |
| व          | ur       | v,ʋ,w            | w, v      | v                           | În marathi, w, cu excepția lui v înainte de i; cu alofonii v,ʋ,w în hindi             |
| श          | ur       | ʃ                | sh        | sh                          | În nepali, poate fi folosit s sau sh. Corespondentul din limba română este sunetul ș. |
| ष          | ur       | ʃ,ʂ              | sh        | ṣh                          | pronunțat ʃ sau श în hindi; ʂ în sanscrită                                            |
| स          | ur       | s                | s         | s                           |                                                                                       |
| ह          | ur       | ɦ                | h         | h                           |                                                                                       |
| क़          | ur       | q                | q         | q                           |                                                                                       |
| ख़          | ur       | x                | kh        | ḳh, k͟h                      |                                                                                       |
| ग़          | ur       | ɣ                | gh        | g͟h                          |                                                                                       |
| ड़          | ur       | ɽ                | r         | ṛ                           |                                                                                       |
| ढ़          | ur       | ɽʱ               | rh        | ṛh                          |                                                                                       |
| फ़          | ur       | f                | f         | f                           |                                                                                       |
| ज़          | ur       | z                | z         | z                           |                                                                                       |
| झ़          | ur       | ʒ                | zh        | zh                          |                                                                                       |
| क्ष         | ur       | kʃ,kʂ            | ksh       | kṣh                         |                                                                                       |
| त्र         | ur       | t̪r               | tr        | tr                          |                                                                                       |
| ज्ञ         | ur       | gj               | gy        | gy                          | jñ pentru sanscrită                                                                   |
| श्र         | ur       | ʃr               | shr       | shr                         |                                                                                       |

## Exemple
Exemplu: मैं अपने संबंधी से कारख़ाने में मिला और उसने मुझे चाय पिलाई. वो बारिश के कारण फ़सलों को हुए नुक़सान की वजह से चिंतित था. मैंने उसे अपनी ख़बर सुनाई. क्योंकि मुझे निकलना था, इसलिए कुछ देर बाद मैंने क्षमा मांगी और वहाँ से रवाना हुआ.
Cu diacritice: maiṅ apne saṃbaṅdhī se kārk͟hāne meṅ milā aur usne mujhe chāy pilāī. vo bārish ke kāraṇ fasloṅ ko hue nuqsān kī vajah se chintit thā. maiṅne use apnī k͟habar sunāyī. k.yoṅki mujhe nikalnā thā, islie kuchh der bād maine kṣhamā māṅgī aur vahāṅ se ravānā huā.
Fără diacritice: main apne sambandhi se karkhane men mila aur usne mujhe chay pilayi. wo barish ke karan faslon ko hue nuqsan ki vajah se chintit tha. maine use apni khabar sunayi. kyonki mujhe nikalna tha, islie kuchh der bad maine kshama mangi aur vahan se ravana hua.
Note: संबंधी poate fi scris, în mod interschimbabil, în mai multe feluri în hindi: संबंधी, सम्बंधी, संबन्धी or सम्बन्धी.
Exemplu: इस साल ग्रीष्मकालीन वर्षा ज़्यादा होने से अमरुद और बेर की क़िल्लत देखी गयी. मज़े की बात ये है के सेब और ख़ुबानी की क़ीमतें कम हैं क्योंकि उत्तराखण्ड में गोदाम भरें हैं.
Cu diacritice: is sāl g.rīṣh.mkālīn varṣhā zyādā hone se amrūd aur ber kī qil.lat dekhī gayī. maze kī bāt ye hai ke seb aur k͟hubānī kī qīmteṅ kam haiṅ k.yoṅki ut.tarākhaṇ.ḍ meṅ godām bhareṅ haiṅ.
Fără diacritice: is sal grishmkalin varsha zyada hone se amrud aur ber ki qillat dekhi gayi. maze ki bat ye hai ke seb aur khubani ki qimten kam hain kyonki uttarakhand men godam bharen hain.

## Critică
Sistemul hunterian a întâmpinat critici de-a lungul anilor deoarece nu produce rezultate cu precizie fonetică și este „optimizat pentru o audiență anglofonă, fără nici un fel de rușine”. Mai exact, lipsa de diferențiere între consoanele retroflexe și cele dentale (ex.: द și ड sunt reprezentate ambele prin d) a fost supusă criticilor repetate și a inspirat mai multe modificări propuse ale sistemului hunterian, inclusiv folosirea unui semn diacritic sub retroflexe (ex.: stabilirea că द=d și ड=ḍ, ceea ce este mai lizibil dar necesită tipărirea diacriticelor) sau capitalizarea acestora (ex.: stabilirea că द=d și ड=D, ceea ce nu necesită tipărirea diacriticelor dar este mai puțin lizibil deoarece amestecă literele mari și mici în interiorul cuvântului).